# Karos barbarikos
Karos barbarikos is een hooiwagen uit de familie Stygnopsidae.